# Wako Naoki
Naoki Wako (輪湖 直樹 Wako Naoki, sinh ngày 26 tháng 11 năm 1989 ở Toride, Ibaraki) là một cầu thủ bóng đá người Nhật Bản thi đấu cho Avispa Fukuoka.

## Thống kê câu lạc bộ
Cập nhật đến ngày 23 tháng 2 năm 2016.
| Thành tích câu lạc bộ | Thành tích câu lạc bộ | Thành tích câu lạc bộ | Giải vô địch | Giải vô địch | Cúp                   | Cúp                   | Cúp Liên đoàn | Cúp Liên đoàn | Châu lục | Châu lục  | Tổng cộng | Tổng cộng |
| Mùa giải              | Câu lạc bộ            | Giải vô địch          | Số trận      | Bàn thắng    | Số trận               | Bàn thắng             | Số trận       | Bàn thắng     | Số trận  | Bàn thắng | Số trận   | Bàn thắng |
| Nhật Bản              | Nhật Bản              | Nhật Bản              | Giải vô địch | Giải vô địch | Cúp Hoàng đế Nhật Bản | Cúp Hoàng đế Nhật Bản | J. League Cup | J. League Cup | AFC      | AFC       | Tổng cộng | Tổng cộng |
| --------------------- | --------------------- | --------------------- | ------------ | ------------ | --------------------- | --------------------- | ------------- | ------------- | -------- | --------- | --------- | --------- |
| 2008                  | Ventforet Kofu        | J2 League             | 28           | 1            | 2                     | 0                     | -             | -             | -        | -         | 30        | 1         |
| 2009                  | Ventforet Kofu        | J2 League             | 10           | 0            | 0                     | 0                     | -             | -             | -        | -         | 10        | 0         |
| 2010                  | Tokushima Vortis      | J2 League             | 19           | 0            | 1                     | 0                     | -             | -             | -        | -         | 20        | 0         |
| 2011                  | Tokushima Vortis      | J2 League             | 1            | 0            | 0                     | 0                     | -             | -             | -        | -         | 1         | 0         |
| 2012                  | Mito Hollyhock        | J2 League             | 30           | 0            | 0                     | 0                     | -             | -             | -        | -         | 31        | 0         |
| 2013                  | Mito Hollyhock        | J2 League             | 28           | 1            | 2                     | 0                     | -             | -             | -        | -         | 30        | 1         |
| 2014                  | Kashiwa Reysol        | J1 League             | 4            | 0            | 0                     | 0                     | 3             | 0             | -        | -         | 7         | 0         |
| 2015                  | Kashiwa Reysol        | J1 League             | 29           | 2            | 3                     | 0                     | 0             | 0             | 6        | 1         | 38        | 3         |
| Tổng                  | Tổng                  | Tổng                  | 149          | 4            | 8                     | 0                     | 3             | 0             | 6        | 1         | 166       | 5         |